# بدری وزیری
بدری وزیری (زاده ۱۳۰۰ - درگذشته ؟ ) موسیقی‌دان و مترجم ایرانی.
او دختر کلنل وزیری و نوهٔ بی‌بی‌خانم استرآبادی است.

## زندگی
بدری در خانوادهٔ اهل موسیقی به دنیا آمد. پدرش علینقی وزیری استاد برجستهٔ موسیقی بود. او از چهار سالگی به نواختن تار علاقه نشان داد و زیر نظر پدرش با گوشه‌های موسیقی ایرانی آشنا شد. در ۹ سالگی در یکی از ارکسترهایی که پدرش رهبر آن بود به نواختن تار پرداخت. 

بدری وزیری پس از پایان تحصیلات‌اش در مدرسهٔ موسیقی مدتی در کلاس لرتا هایراپتیان نمایش خواند و بعد به اروپا رفت و در مدرسهٔ سلطنتی بلژیک تحصیل در هنرهای نمایشی را ادامه داد. پس از پایان تحصیلات‌اش در بلژیک به سوئیس رفت و مدتی در رشتهٔ هنرهای درماتیک تحصیل کرد و بعد به ایران بازگشت و در مدرسهٔ عالی موسیقی و هنرستان موسیقی ملی ایران مشغول تدریس موسیقی، زبان فرانسه و هنرهای نمایشی شد.

ازدواج با پسر عمه‌اش (خدیجه افضل وزیری) حسین‌علی ملاح که موسیقی‌دان و مولف و مترجم نامداری بود فصل جدیدی در زندگی‌اش گشود. حاصل هم‌کاری او و همسرش ترجمه و نشر چند کتاب است. کتاب‌هایی مانند: موناوانا اثر موریس مترلینک، فضل فروش اثر مولیر.